# ノヴォチェルカッスク市電
ノヴォチェルカッスク市電（ロシア語: Новочеркасский трамвай）は、ロシア連邦のノヴォチェルカッスク市内を走る路面電車。2020年現在はノヴォチェルカッスク市の単一企業体（МУП）であるゴルエレクトロトランス（Горэлектротранс）によって運営される。

## 概要
1954年1月22日に開通した、ノヴォチェルカッスク市内を走る路面電車。翌1955年から1971年まで何度かの延伸が行われ、1974年に実施された経路変更以降、2020年現在もこの路線網が維持されている。ソビエト連邦の崩壊後は経済の混乱やモータリーゼーションにより厳しい運営を強いられており、ソ連時代に運行していた2両編成の列車は1990年代後半以降廃止され、2010年代以降も車両や施設の更新が滞った結果、2017年には1日に稼働可能な車両が7両のみ、運行間隔も最短30分という事態に陥った。その一方で2004年には市内を走る環状系統のK号線（К）が新たに設定された他、2018年以降は2度に渡る全系統の長期運休を伴う修繕工事が施工され、後述する新型車両の導入・譲受を含めた大規模な近代化が進められている。
長期運休前の2018年時点でノヴォチェルカッスク市電では以下の4系統が設定されていたが、2020年現在は修繕工事の関係で1・3号線のみ運行している。新型コロナウイルス感染症（COVID-19）の影響により2020年4月時点では平日ラッシュ時のみ運行する状態だったが、制限解除により5月以降は通常のダイヤへ戻されている。これら以外に1971年からは4号線（Трамвайное депо - Беляева）がラッシュ時に運行していたが1996年に廃止されている。
| 系統番号 | 経路                                  | 運行開始年 | 備考                           |
| -------- | ------------------------------------- | ---------- | ------------------------------ |
| 1        | Ул. Генерала Лебедя – НЭВЗ            | 1954年     | ラケット式環状系統(時計回り)   |
| 2        | Трамвайное депо – ул. Генерала Лебедя | 1955年     | 2020年現在運休中               |
| 3        | Ул. Генерала Лебедя — НЗСП            | 1960年     | ラケット式環状系統(反時計回り) |
| K        | Разъезд - НЭВЗ - Разъезд              | 2004年     | 環状系統 2020年現在運休中      |

## 車両
開業時から1970年代初頭までは2軸車（KTM-1、KTM-2）が使用されていたが、1974年以降はボギー車が導入されている。2018年以降は連邦政府の助成金を基にした近代化の一環として部分超低床電車が導入されている他、モスクワ市電で余剰となった車両の譲渡も行われており、2020年以降はこれらの2形式による営業運転が行われている。
| 形式             | 形式       | 両数 | 備考                                              |
| ---------------- | ---------- | ---- | ------------------------------------------------- |
| 71-605（KTM-5）  | 71-605     | 1両  | 事業用車両のみ在籍                                |
| 71-608（KTM-8）  | 71-608K    | 1両  | 運用離脱中                                        |
| 71-619（KTM-19） | 71-619K    | 3両  | 運用離脱中                                        |
| 71-619（KTM-19） | 71-619A-01 | 2両  | 運用離脱中                                        |
| 71-619（KTM-19） | 71-619A    | 8両  | モスクワ市電からの譲渡車両 2020年以降運行開始予定 |
| 71-407           | 71-407-01  | 6両  | 部分超低床電車                                    |

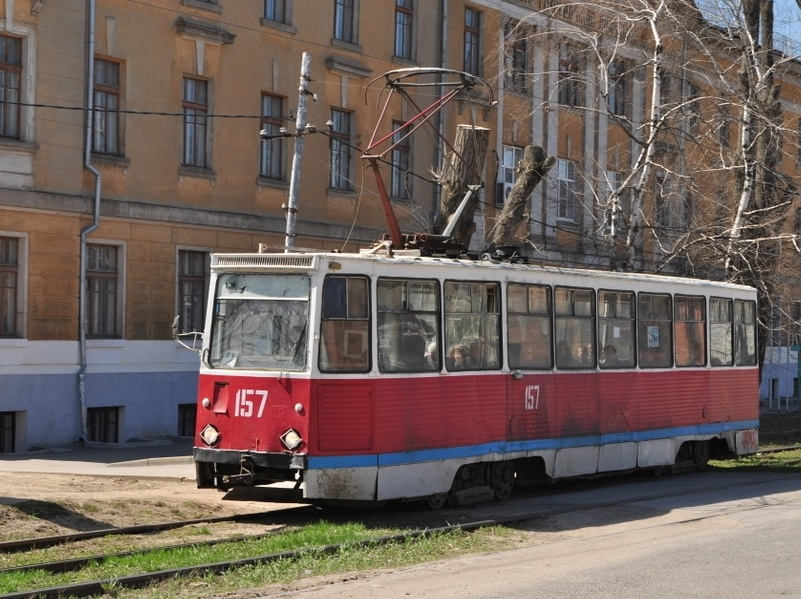
KTM-5（2013年撮影）
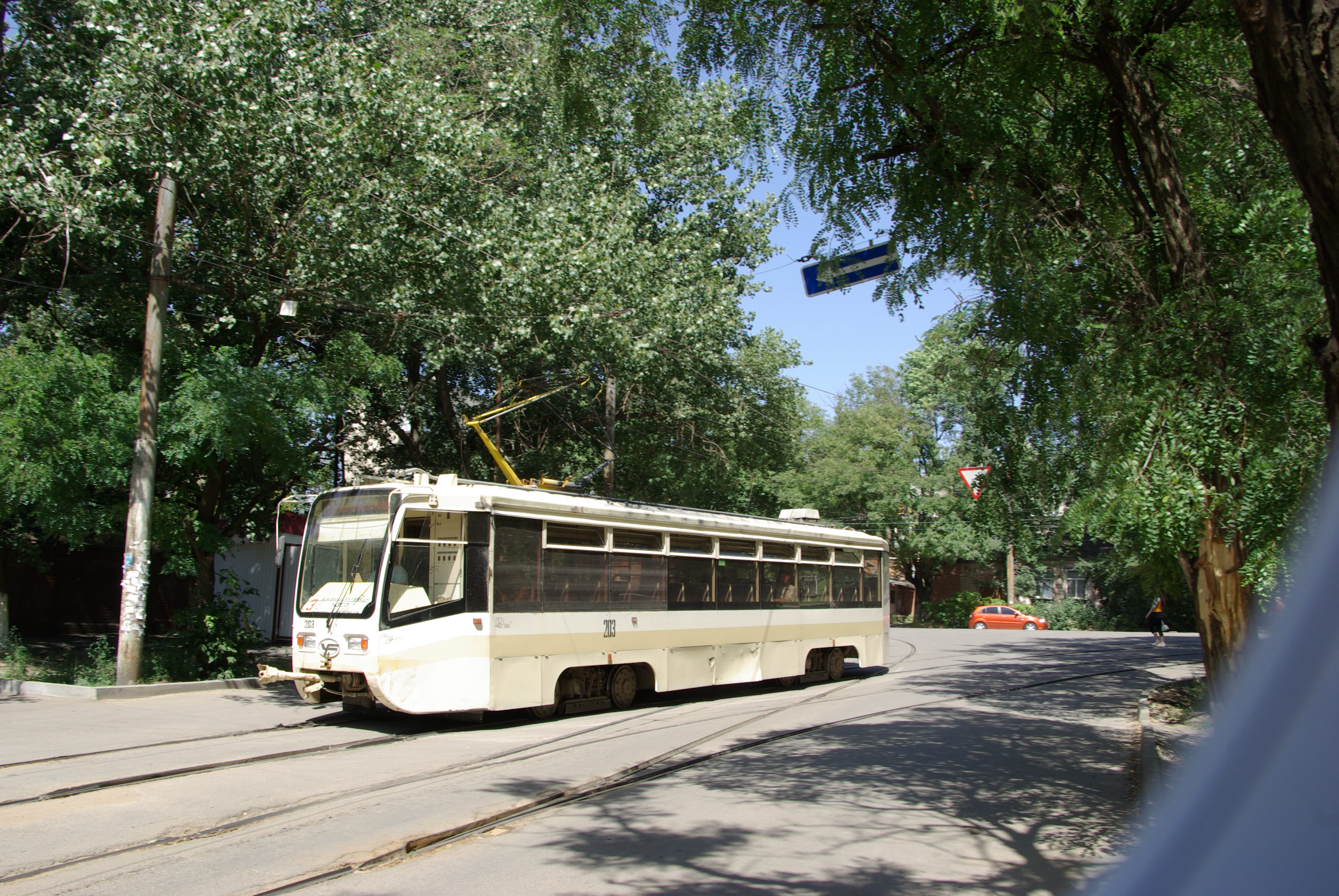
KTM-19（2010年撮影）
- 71-407-01（動画）（2017年撮影）